# 클루브 푸에블라

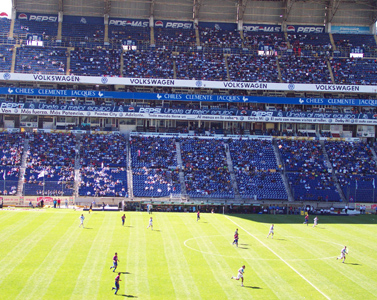

클루브 푸에블라(Club Puebla)는 멕시코 푸에블라주에 있는 푸에블라를 연고로 하는 축구 클럽이다. 이 팀은 1944년에 창단 되었으며 현재 리가 MX에 참가하고 있다.

## 선수 명단

### 현역
참고: FIFA 자격 규정에 따라 소속된 국가대표팀 국기를 표시합니다. 선수는 복수의 FIFA 비회원국 국적을 가지고 있을 수 있습니다.
| 번호 | 포지션 | 국적     | 이름                       |
| ---- | ------ | -------- | -------------------------- |
| 2    | DF     |          | 구스타부 페라레이스        |
| 3    | DF     | 파라과이 | 세바스티안 올메도 페레이라 |
| 14   | FW     | 페루     | 산티아고 오르메뇨          |
| 15   | MF     | 우루과이 | 파쿤도 월러                |

| 번호 | 포지션 | 국적     | 이름          |
| ---- | ------ | -------- | ------------- |
| 20   | MF     | 콜롬비아 | 케빈 벨라스코 |
| 26   | DF     | 콜롬비아 | 브라얀 앙굴로 |

## 역대 감독
| 감독                   | 임기      |
| ---------------------- | --------- |
| 이시드로 랑가라        | 1952~1954 |
| 아니발 루이스          | 1996~1997 |
| 호세 마리 바케로       | 1999      |
| 세사르 루이스 메노티   | 2006      |
| 후안 카를로스 오소리오 | 2011~2012 |
| 호세 카르도소          | 2017      |
| 후안 레이노소          | 2019~2020 |
| 호세 마누엘 데 라 토레 | 2024~     |

틀:클루브 푸에블라 선수 명단